# Jitka Janatková
Jitka Janatková (15. února 1944 Praha – 30. července 2015 Praha) byla česká fotografka a grafička.

## Život a tvorba
Narodila se a vyrůstala na Vinohradech v rodině úředníka a švadleny, která původně pracovala v salónu Hany Podolské, ale časem jí zůstala jako jediná modelka dcera. Prostředí předznamenalo její hodnotovou a levicovou orientaci. V roce 1962 absolvovala Střední průmyslovou školu grafickou v Praze a nastoupila do národního podniku Fotografia. Brzy po založení památkových institucí nastoupila jako fotografka do Pražského střediska státní památkové péče a ochrany přírody (nyní Národní památkový ústav pracoviště Praha); v jeho archivu zanechala několik tisíc fotografií a negativů pražských památkových objektů, jejich maleb a soch včetně dokumentace restaurátorských průzkumů, jež fotografovala pod vedením historika umění Ivana Šperlinga. Její fotografie mají kromě dokumentární hodnoty vždy také výtvarnou kvalitu. Publikovala je pravidelně jako ilustrace statí svých kolegů památkářů v odborných periodikách, zejména ve sborníku Staletá Praha a v časopisech Umění, Umění a řemesla, Výtvarná kultura a Zprávy památkové péče.
Po odchodu do svobodného povolání ve svém ateliéru v Křivé ulici na Žižkově pokračovala jako fotografka a grafička. Fotografovala například portréty, svatby, psy nebo reportáže z cest. Experimentovala s fotografikou a koláží, v nichž kromě výtvarného nadání uplatňovala svůj smysl pro humor a karikaturu. Tyto přesahy publikovala v podobě ilustrací již v knihách Šmidrové (1970) a Estetika nových umění (také 1970). Dále experimentovala s „holotropním uměním“, což má být kreativita ovlivněná holotropním dýcháním, nebo se „stamp artem“ (technikou razítkových otisků), k níž ji přivedl Miroslav Klivar, stejně jako k experimentům „body artu“ v podobě otisků lidského těla na kopírce, které nezveřejňovala. V posledních letech své tvorby vytvářela hlavně příležitostnou grafiku, koláže, fotografiku a vystavovala na několika samostatných výstavách, společně se svými přáteli i na mnoha kolektivních výstavách.

## Samostatné výstavy
- Jitka Janatková: Pražské památky ve fotografii (1966), Klub školství a kultury ROH (=Palác Sylva-Taroucca), Praha 1, Na příkopech (katalog, úvodní text dr. Ivan Šperling)
- Jitka Janatková: Fotografie z Řecka (1967), Malá galerie Československého spisovatele, Praha 1, Národní 11
- Jitka Janatková: Fotografie (1981), GhMP Staroměstská radnice, Praha (s katalogem)
- Ženy s kamerou III. (1977), GhMP Staroměstská radnice Praha
- Jitka Janatková – Dana Stehlíková: Fotografie a grafika (1987); Galerie Opatov (Artotéka) Praha 4 – Opatov

## Fotografie v publikacích
- Ivan Šperling: Prašná brána, snímky: Jitka Janatková a Ferdinand Bučina. Vydalo Středisko st. památkové péče a ochrany přírody hl. m. Prahy, Praha 1963
- Staletá Praha, sborníky příspěvků Pražského střediska státní památkové péče a ochrany přírody, snímky: Jitka Janatková a Zdeněk Helfert. PSSPPOP Praha 1965-1988

## Členství
- Český fond výtvarných umění (do 1989)
- Sdružení českých grafiků František Kupka (od 1989)
- V letech 1975-1988 byla registrována jako tajný spolupracovník StB (krycí jména Marie, Jitka a Sběratel).[2]